# Walter Triebel
Walter Julius Triebel (* 21. Dezember 1882 in Grube von der Heydt, Kreis Saarbrücken; † nach 1934) war ein deutscher Jurist.

## Leben und Tätigkeit

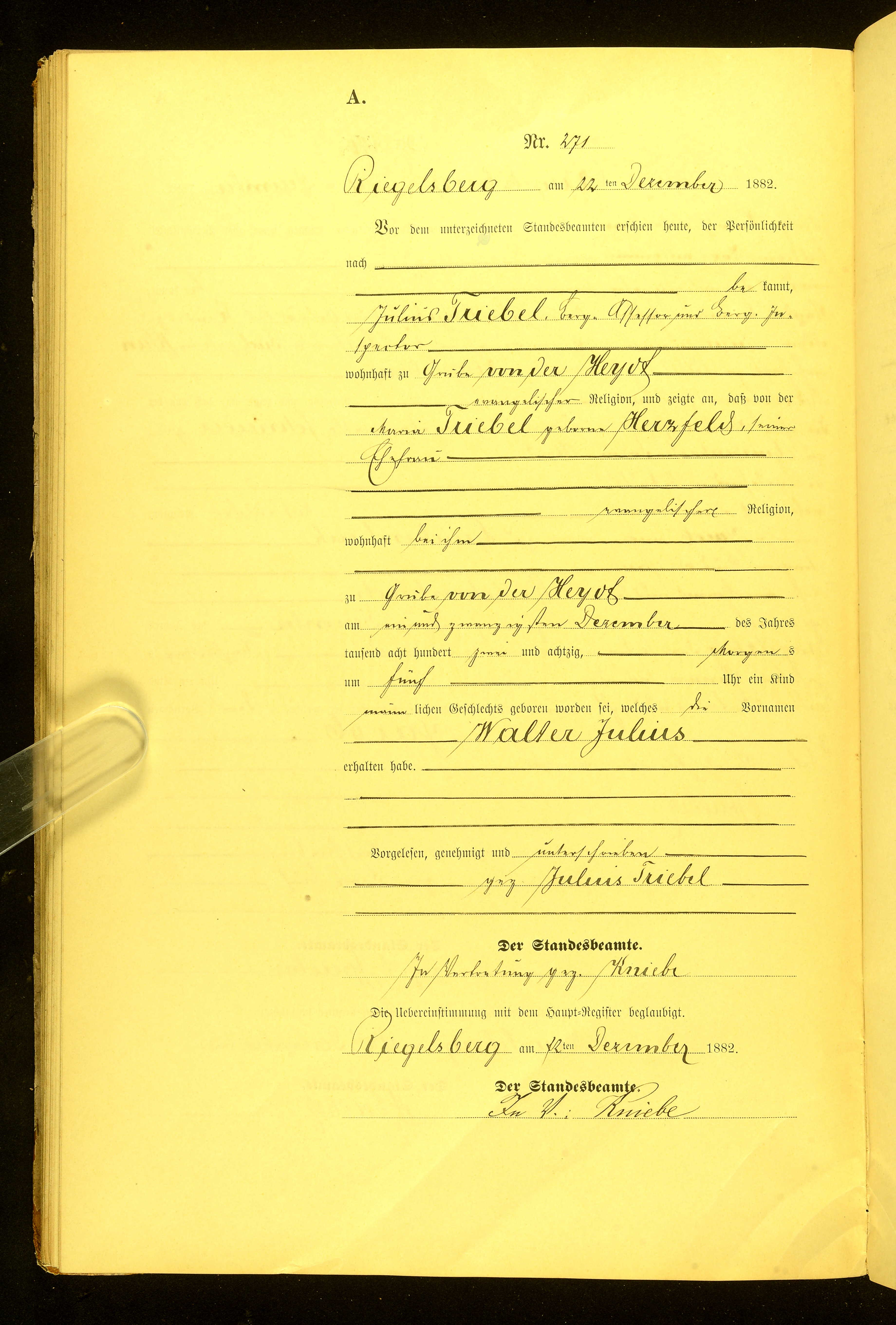
Geburtsurkunde für Walter Triebel

### Frühe Jahre
Triebel war ein Sohn des Geheimen Bergrates Christian Eduard Julius Triebel und seine Ehefrau Marie Louise, geb. Herzfeld. Als Kind besuchte er Gymnasien in Ratibor und Torgau. An letzterem legte er 1901 das Abitur ab. 
Von 1901 bis 1906 studierte Triebel Rechtswissenschaften in Halle (5 Semester) und Breslau (2 Semester). Am 15. Januar 1906 bestand Triebel in Breslau die Erste Juristische Staatsprüfung (Referendarprüfung). Am 23. Januar 1906 wurde er daraufhin als Referendar für den Staatsdienst eidlich verpflichtet. Es folgte die Aufnahme in den Juristischen Vorbereitungsdienst, den er u. a. am Amtsgericht Hultschin D.-S. absolvierte. 
Vom 1. Oktober 1906 bis 30. September 1907 gehörte er als Einjähriger dem Husaren-Regiment „Graf Goetzen“ (2. Schlesisches) Nr. 6 in Leobschütz an. Ende 1906 wurde er, während einer Beurlaubung vom Militär, an der Juristischen Fakultät der Universität Breslau mit einer von Rudolf Leonhard betreuten Arbeit über Die Aufrechnung des Bürgen mit einer Forderung des Hauptschuldners zum Dr. jur. promoviert. Die mündliche Prüfung bestand er am 10. Dezember 1906.
Am 24. Juni 1911 wurde Triebel mit Dienstalter vom 19. Juni 1910 zum Gerichtsassessor ernannt. Am 22. Mai 1914 erfolgte seine bestellung zum etatmässigen Intendanturassessor.
Während des Ersten Weltkriegs wurde Triebel als Divisionsintendant verwendet. Er hatte die Stellung eines Intendanturrats bei der 201. Infanteriedivision inne.
Am 1. April 1920 wurde er aus dem Heeresdienst entlassen.

### Weimarer Republik
Am 3. April 1920 wurde Triebel als Rechtsanwalt bei dem Kammergericht zugelassen. Diese Eintragung erlangte keine Wirksamkeit, da Triebel die Eintragung in die Rechtsanwaltsliste nicht erwirkte.
Anstatt als Anwalt in Berlin war Triebel in den folgenden Jahren als Syndikus bei einem Werk in Oberschlesien beschäftigt. Anschließend gründete er eine Gesellschaft zum Großvertrieb von Büroartikeln, die später in eine Motordreirad GmbH geändert wurde. 1925 ging die Firma mit einer Schuldenlast von 100.000 Mark konkurs. Von Oktober 1928 bis August 1931 wurden 23 Haftbefehle zur Erzwingung des Offenbarungseides erlassen. Später wurden ihm Manipulationen beim Auslandsgeschäft zur Last gelegt. So hatte Triebel maßgeblich daran mitgewirkt, dass der deutsche Markt in den 1920er Jahren mit portugiesischen Ölsardinen überschwemmt wurde, mit der Folge, so Robert Kempner, dass die "deutsche Geschäftswelt" erheblich "geschädigt" wurde.
Nach dem Ende seiner Karriere als Geschäftsmann kehrte Triebel in seinen erlernten Beruf als Rechtsanwalt zurück: Am 28. März 1924 wurde er zur Rechtsanwaltschaft bei dem Landgericht III und am 19. Dezember 1925 auch bei dem Landgerichten I und II zugelassen.
Zu Beginn der 1930er Jahre war Triebel einer der wichtigsten Strafverteidiger im Dienst der NSDAP, für die er bei einer großen Zahl von Prozessen als Rechtsbeistand von angeklagten Parteifunktionären oder Parteianhängern fungierte. Die wichtigsten Prozesse dieser Art, waren die drei Kurfürstendammprozesse, in denen von September 1931 bis Februar 1932 mehr als vierzig Anhänger der NSDAP wegen der antisemitischen Ausschreitungen von mehreren hundert SA-Angehörigen auf dem Kurfürstendamm anlässlich des jüdischen Neujahrsfests am 12. September 1931 wegen Landfriedensbruchs und Aufreizung zum Klassenhass angeklagt waren, darunter der damalige Oberführer der Berliner SA Wolf Heinrich Graf von Helldorff sowie sein Stabsführer Karl Ernst. Triebel übernahm in diesen von der Öffentlichkeit viel beachteten Verfahren zusammen mit Hans Frank, Roland Freisler und Alfons Sack die Verteidigung der angeklagten Nationalsozialisten. Nachdem das Gros der Angeklagten in einem ersten Prozess vor dem Schnellschöffengericht Charlottenburg im September 1931 noch recht harte Strafen erhalten hatte, konnten Triebel und die übrigen Verteidiger im dritten Prozess schließlich einen Freispruch für Helldorff und Ernst und eine erhebliche Reduzierung der Strafen der meisten SA-Angehörigen erreichen.
In die NSDAP trat Triebel zum 1. März 1930 ein (Mitgliedsnummer 209.633). Mitglied der SA wurde er zum 1. Mai 1930.
In einem ehrengerichtlichen Verfahrern der Anwaltskammer Berlin gegen Triebel wurde dieser auf Grund der Hauptverhandlung vor dem Ehrengericht der Anwaltskammer vom 27./28. Oktober 1932 der Verletzung der ihm als Rechtsanwalt obliegenden Pflichten für schuldig befunden und unter Verweis hierauf mit der Ausschließung aus der Rechtsanwaltschaft bestraft. Hintergrund waren zahlreiche vermögensrechtliche Vergehen, durch die Triebel verschiedene Mandanten von ihm empfindlich geschädigt hatte.
Der von Triebel mit der Berufung angerufene Reichsehrengerichtshof beim Reichsgericht in Leipzig bestätigte die Entscheidung des Ehrengerichts der Berliner Anwaltskammer im Jahr 1933 und erklärte sein Verbleiben in der Rechtsanwaltschaft für nicht angängig.

### NS-Zeit
Während der ersten eineinhalb Jahre der NS-Herrschaft betätigte Triebel sich unter der Protektion der Berliner SA-Führung als "Parteibeauftragter": Konkret erhielt er 1933 eine Stellung als "Beauftragter des Stellvertreters des Führers für die Ostdeutschen Heimatverbände". Zugleich war er Mitglied des Stabs der SA-Gruppe Berlin-Brandenburg (als Sturmhauptführer z.b.V. der Gruppe), nachdem er am 25. März 1933 unter gleichzeitiger Beförderung zum Sturmführer von der SA-Untergruppe Berlin-West zum Gruppenstab versetzt worden war. Bis Dezember 1933 war im Gruppenstab mit der Bearbeitung von Unterbringungs- und Kasernierungsfragen der SA in der Verwaltungsabteilung des Gruppenstab beschäftigt. Danach beschränkte seine Tätigkeit sich auf eine nominelle z.b.V.-Stellung.
In der SA wurde Triebel zum 1. März 1934 entsprechend seiner Protegierung in den Rang eines SA-Sturmhauptführers befördert. 
Nachdem entdeckt worden war, dass Triebel nach nationalsozialistischer Definition jüdischer Abstammung war, wurde seine Aufnahme in die NSDAP durch das Oberste Parteigericht gemäß § 3 der Parteisatzung für hinfällig erklärt. Er wurde daraufhin zum 1. Dezember 1934 als Mitglied der Partei gestrichen.  Am 7. Dezember 1934 wurde ihm ein Beschluss des Obersten Parteigerichts zugestellt, demzufolge der Sachverständige für Rassenforschung beim Reichsministerium des Innern die jüdische Abstammung seines Großvaters mütterlicherseits festgestellt habe und dass aus diesem Grund sein Eintritt in die Partei wegen nicht reinarischer Abstammung für nichtig erklärt worden sei.
1935 wurde Triebel auch aus der SA ausgeschlossen: In einer Sitzung am 8. März 1935 fasste das Gruppengericht der Berliner SA unter Vorsitz des Oberführers Geyer den Beschluss, Triebel zum dauernden Ausschluss aus der SA wegen die "Bewegung" schädigenden Verhaltens an die Oberste SA-Führung zu melden. Zur Begründung wurde angführt, dass Triebel in unehrenhafter Weise gegen die ihm als Rechtsanwalt obliegenden Pflichten verstoßen habe. Wenige Monate später, am 5. April 1935, fasste die 2. Kammer des SA-Disziplinargerichts der Obersten SA-Führung dann den Beschluss, die Aufnahme Triebels in die SA ebenfalls für nichtig zu erklären. Zur Begründung führte das Gericht an, dass das SA-Disziplinar-Gericht gemäß dem Grundsatz der einheitlichen Rechtsprechung der SA-Gerichte mit der Rechtsprechung des Obersten Parteigerichts NSDAP-Mitglieder, die ihre Parteimitgliedschaft verlieren würden, auch aus der SA entfernen müsse. Es habe daher, nachdem Treibels Aufnahme in die Partei für nichtig erklärt worden sei, „in gleicher Form“ auch seine Aufnahme in die SA für nichtig erklären müssen. Triebel wurde daraufhin mit Wirkung vom 12. April 1935 aus der SA unter Enthebung von Dienstgrad und Dienststellung entlassen.

## Familie
Triebel war verheiratet mit Margarete Klaften.

## Schriften
- Die Aufrechnung des Bürgen mit einer Forderung des Hauptschuldners, Leipzig 1906. (Dissertation)